# Rolland de Dinan
Rolland de Dinan (... – 1186) è stato un nobile francese, signore di Dinan-sud, Léhon e Becherel, compagno d'armi di Eudon de Porhoët.

## Biografia
Figlio di Alain de Dinan, signore di Dinan-Sud, Léhon e Bécherel, Roland de Dinan ricevette Dinan-Sud, Léhon e Becherel alla morte di suo padre nel 1148.
Roland è coinvolto nel conflitto che dilania il Ducato di Bretagna dopo la morte di Conan III. Si schiera dalla parte di Eudon de Porhoët nella lotta contro il futuro Conan IV, legittimo erede del ducato e sostenuto dal re d'Inghilterra, Enrico II Plantageneto allora onnipresente negli affari del ducato e al quale si oppone tra il 1160 e il 1168.
Nel 1167, approfittando della partenza di Enrico II Plantagenêt per la Normandia, insorsero diversi signori bretoni tra cui Rolland, guidati da Eudon de Porhoët. Per contrastare questa rivolta, il monarca inglese tornò in Bretagna e diede fuoco e spada a tutto. Devastò i possedimenti di Rolland, conquistò Bécherel nel 1168 e demolì il castello di Léhon nel 1169. Riconciliatosi con il re d'Inghilterra nel 1169, Enrico II nominò nel 1173-1174 Rolland de Dinan amministratore del ducato per conto del suo terzo figlio, Geoffroy e Gran Giustiziere di Bretagna. A cavallo del 1170 Rolland de Dinan fondò l'Abbazia di Notre-Dame de Beaulieu (Languédias) che affidò all'Ordine di Saint-Augustin. Offrì ai canonici le terre dell'abbazia, dello stagno, del mulino e del bosco di Kérivan, nonché i possedimenti di La Beauflais e di Trébédan. Nel 1173 adottò suo nipote, Alain de Vitré, durante una cerimonia alla presenza di Enrico II Plantageneto. Nel 1181, il duca Geoffroy II lo destituì dall'incarico e lo sostituì con Raoul II de Fougères.

## Successione
Rolland de Dinan sarebbe rimasto celibe. Morì nel 1186, il suo corpo è sepolto nella chiesa dell'abbazia di Beaulieu. Non avendo discendenti diretti, lasciò tutte le sue proprietà al nipote Alain de Vitré.

## La statua distesa di Rolland de Dinan

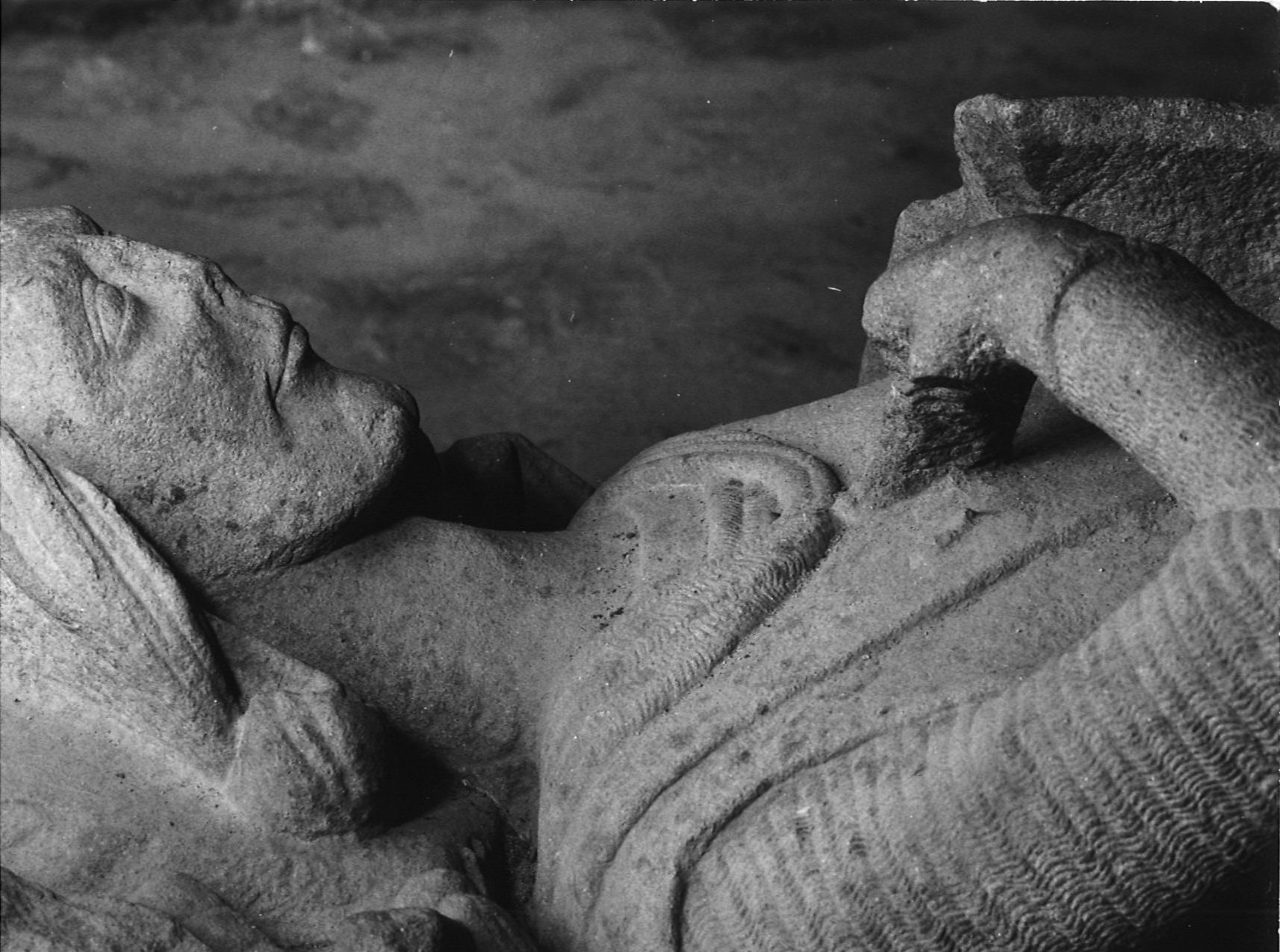
Figura distesa di Rolland de Dinan (XIII secolo), Collezione Città di Dinan - Museo Dinan

La statua distesa di Rolland de Dinan appartiene alle collezioni del museo di Dinan. Il personaggio rappresentato è molto grande (la lastra è lunga 2,15 metri), la sua testa poggia su un cuscino. Il suo viso triangolare è incorniciato da capelli ricci. Rolland tiene gli occhi aperti, la sua espressione è serena e il ginocchio è scoperto e sembra fare un passo avanti. La sua figura porta le armi, segno della sua funzione e della sua attività terrena. È vestito con il suo usbergo e i suoi calzoni di ferro; i suoi piedi poggiano su un leone. Anche i suoi guanti di ferro sono perfettamente rappresentati. Sopra questa attrezzatura, la figura di Roland è vestita con un soprabito. Lo scudo di Rolland presenta lo stesso stemma del sigillo della sua pronipote, Gervaise de Dinan, figlia di Alain de Vitré: losanghe d'argento sul fondo della bocca. In origine, la statua sdraiata di Rolland de Dinan riposava presso l'Abbazia di Notre-Dame de Beaulieu, accanto alla statua sdraiata di suo nipote, Alain de Vitré. L'effigie funeraria di Alain de Vitré è oggi conservata nel chiostro della cattedrale di Tréguier.
Le due figure sdraiate si somigliano tratto per tratto, al punto che si suppone che facessero parte dello stesso ordine e siano frutto della stessa bottega. Sono vicini a quelli della famiglia Beaumont-sur-Sarthe e formano, insieme a loro, i primi armati sdraiati d'Europa. La figura distesa non è stata scolpita al momento della morte di Rolland: l'analisi stilistica dell'armatura figurata dallo scultore indicherebbe piuttosto gli anni 1220.  Si tratterebbe quindi di una esecuzione differita. Secondo Peter Meazey, lo sponsor delle effigi sdraiate di Rolland de Dinan e Alain de Vitré potrebbe essere il terzo marito di Gervaise de Dinan o il suo genero. Gervaise de Dinan fu signora di Dinan tra il 1197 e la sua morte nel 1238. Il suo terzo matrimonio portò Richard le Maréchal a Dinan e allo stesso tempo sposò la sua seconda figlia con Henri d'Avaugour, figlio del conte Alain de Penthièvre. Supponendo che le statue sdraiate risalgano agli anni 1220-1230, uno di questi due uomini potrebbe averli commissionati, entrambi bisognosi di imporre la loro autorità, mostrare la loro generosità e celebrare l'antico lignaggio.

L'effigie funeraria di Rolland de Dinan fu prelevata dalle rovine dell'abbazia di Beaulieu qualche tempo dopo la Rivoluzione e poi trasportata a Saint-Brieuc. Nel 1848 Luigi Odorici, curatore del museo di Dinan, riuscì a far valere i diritti del Comune di Dinan con i membri del Consiglio Generale della Côtes-du-Nord che accettarono che la pietra fosse restituita a Dinan. Fu installato, inizialmente, al piano terra del municipio, poi trasferito al castello di Dinan intorno al 1908. Presentato prima nella cappella del castello, poi trasferito al livello inferiore della torre Coëtquen negli anni '70, Rolland riposa dal 2018 nella basilica di Saint-Sauveur a Dinan.

Monumento funebre di Rolland de Dinan
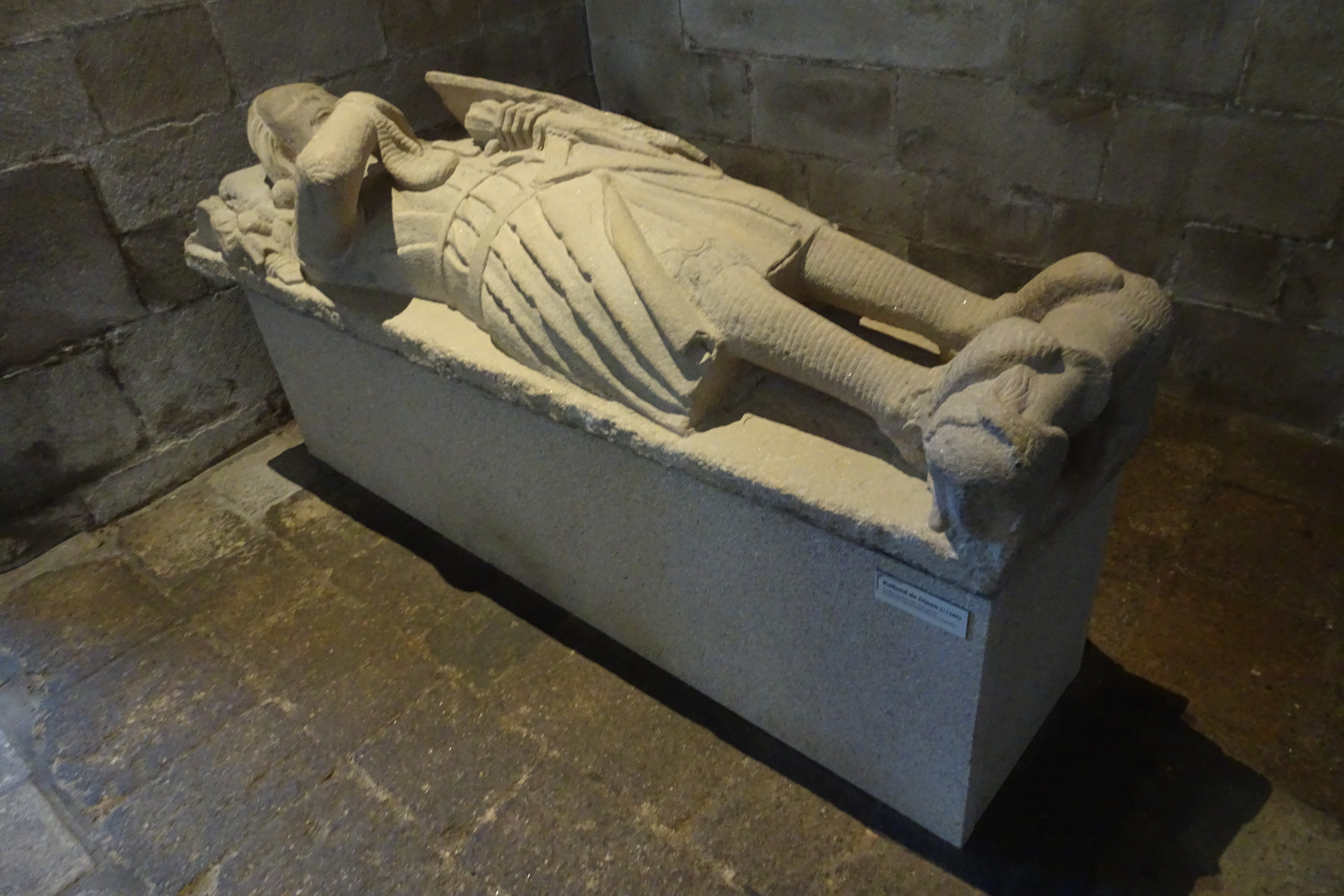
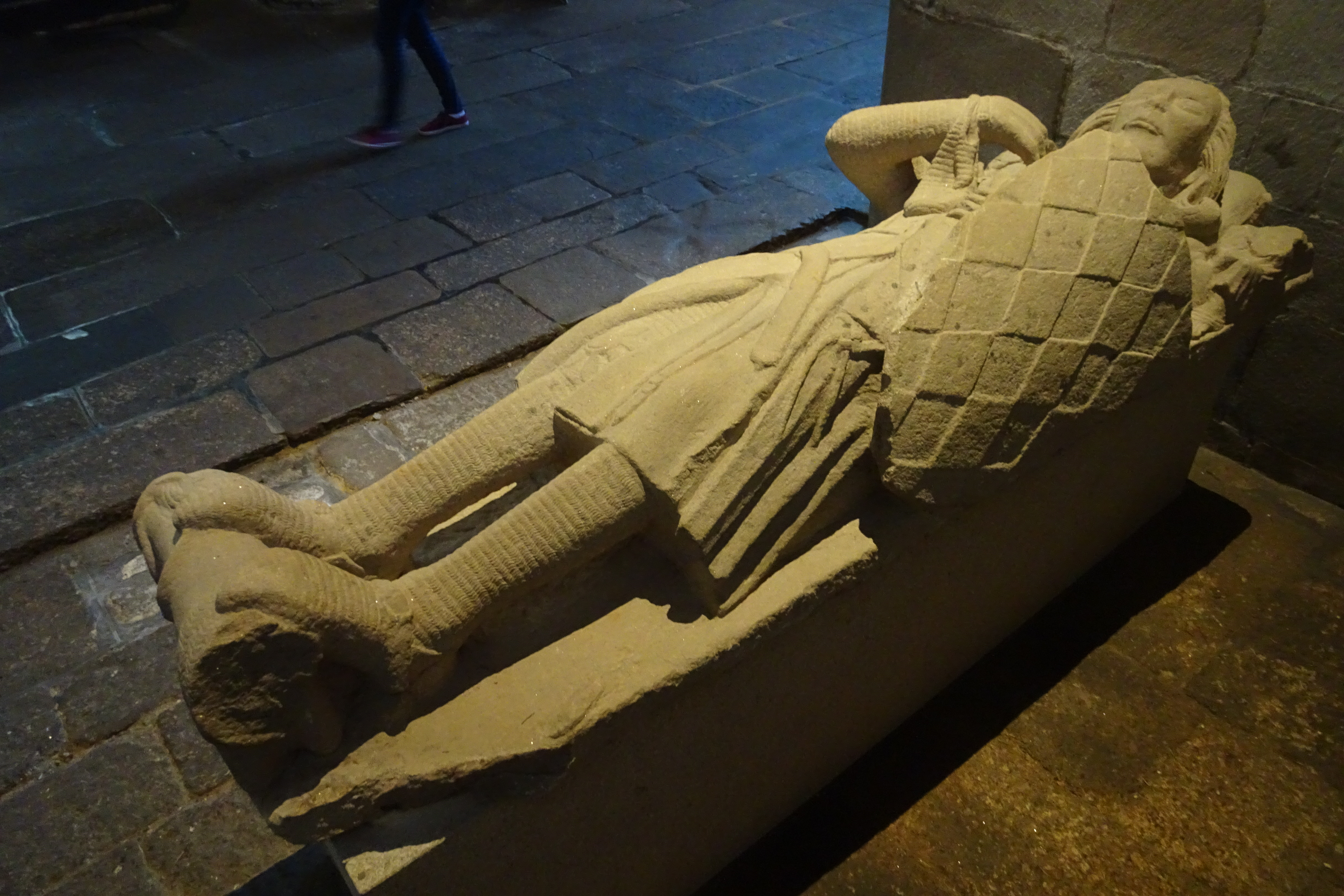